# Vườn Fin
Vườn Fin (tiếng Ba Tư: باغ فین Bagh-e Fin) nằm ở Kashan, Iran là một khu vườn Ba Tư lịch sử. Tại đây chứa Nhà tắm Fin của Kashan, nơi Amir Kabir của Qajar bị ám sát bởi một kẻ được ra lệnh bởi Naser al-Din Shah Qajar vào năm 1852. Hoàn thành vào năm 1590, đây là khu vườn còn tồn tại lâu đời nhất tại Iran.

## Lịch sử
Nguồn gốc của khu vườn có thể là trước thời kỳ Safavid. Một số nguồn tin cho rằng khu vườn đã được di dời từ nơi khác, nhưng không tìm thấy hình ảnh rõ ràng nào về nó.
Các khu nhà ở của khu vườn mang hình thức hiện tại được xây dựng dưới triều đại Abbas I của Ba Tư (1571-1629), như một vườn truyền thống gần làng Fin, nằm cách Kashan vài kilômét về phía tây nam.
Khu vườn được phát triển hơn nữa trong triều đại Safavid cho đến Abbas II của Ba Tư (1633-1666). Nó đã được công nhận cao trong triều đại của Fath Ali Shah Qajar và được mở rộng đáng kể. Khu vườn sau đó đã bị bỏ rơi và bị hư hại nhiều cho đến năm 1935, khi nó được liệt kê là Tài sản Quốc gia Iran. Ngày 8 tháng 9 năm 2007, khu vườn được đệ trình lên UNESCO như là Di sản thế giới dự kiến. Đến ngày 18 tháng 7 năm 2012, cùng với nhiều khu vườn khác của Iran, vườn Fin đã được UNESCO công nhận là Di sản thế giới với tên chung là Vườn Ba Tư.

## Mô tả
Khu vườn rộng 2,3 hecta với một sân chính được bao quanh bởi thành lũy với bốn tòa tháp tròn. Để phù hợp với nhiều khu vườn Ba Tư trong thời đại này, khu vườn đã sử dụng rất nhiều tính năng liên quan đến nước. Nguồn nước được lấy từ con suối trên sườn đồi phía sau và áp lực nước sao cho có thể xây dựng một số lượng lớn hồ bơi và đài phun nước mà không cần bơm cơ học. Khu vườn chứa nhiều cây bách và kết hợp các đặc điểm kiến trúc của thời kỳ Safavid, Zandiyeh và Qajar.

## Hình ảnh

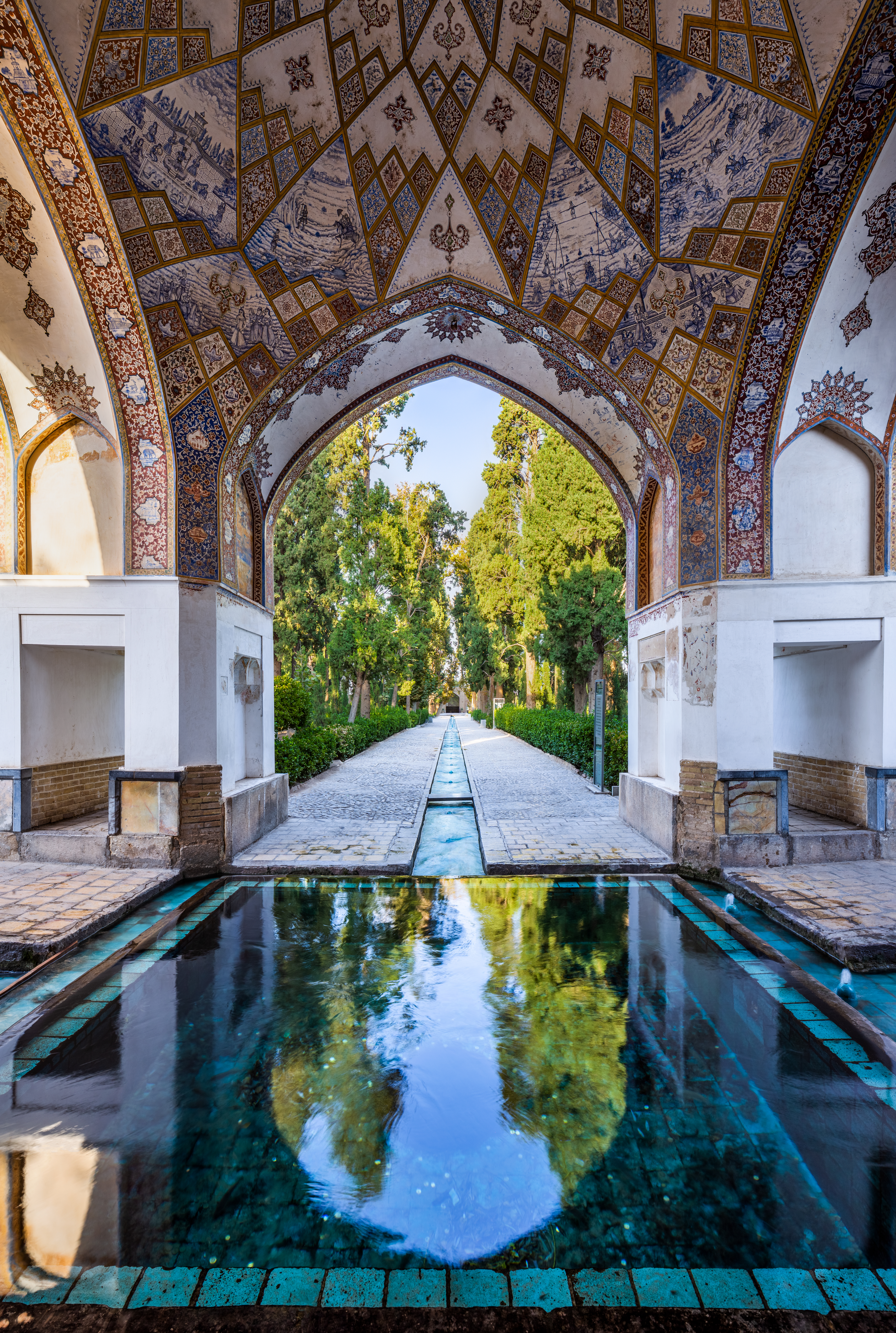
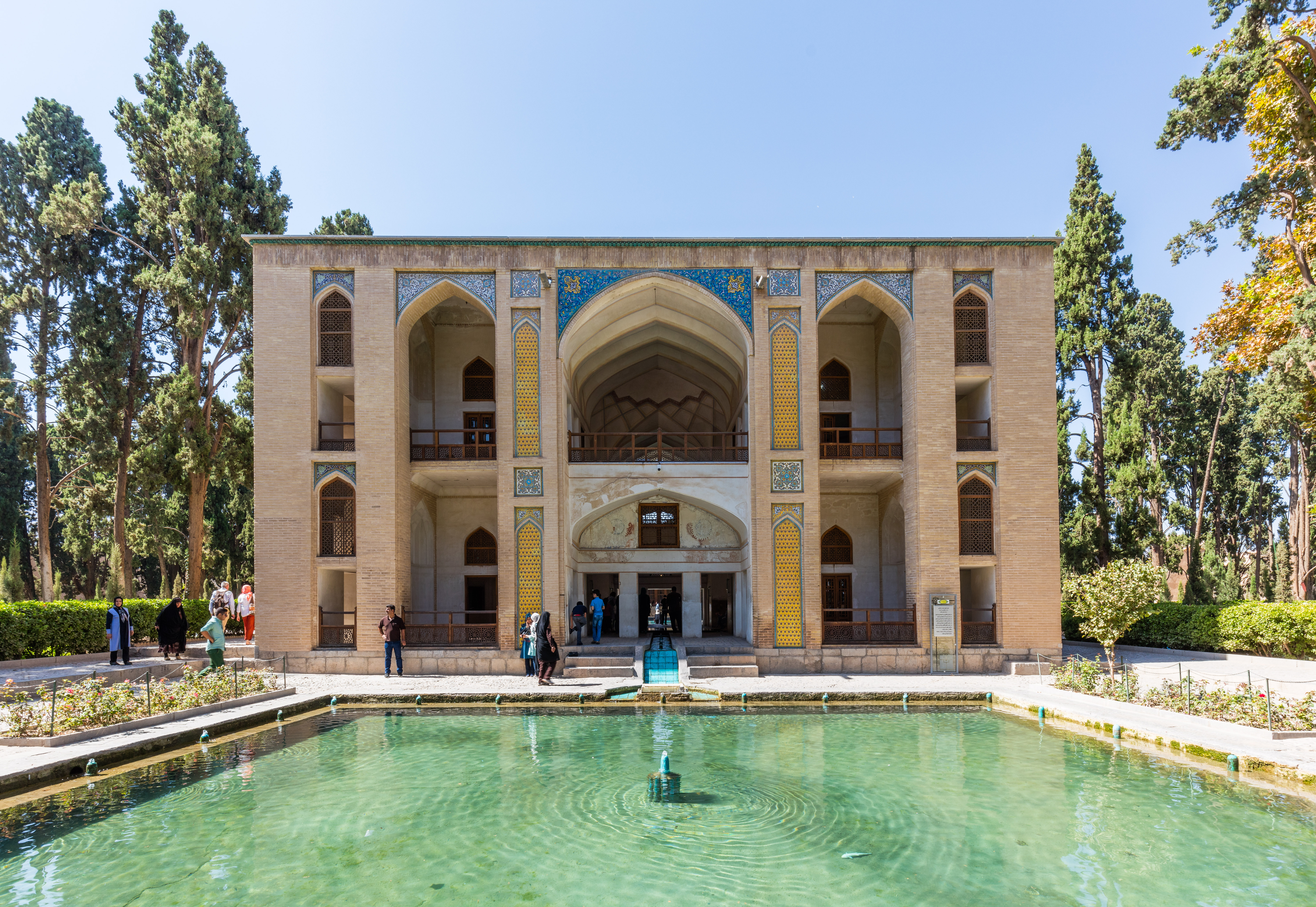
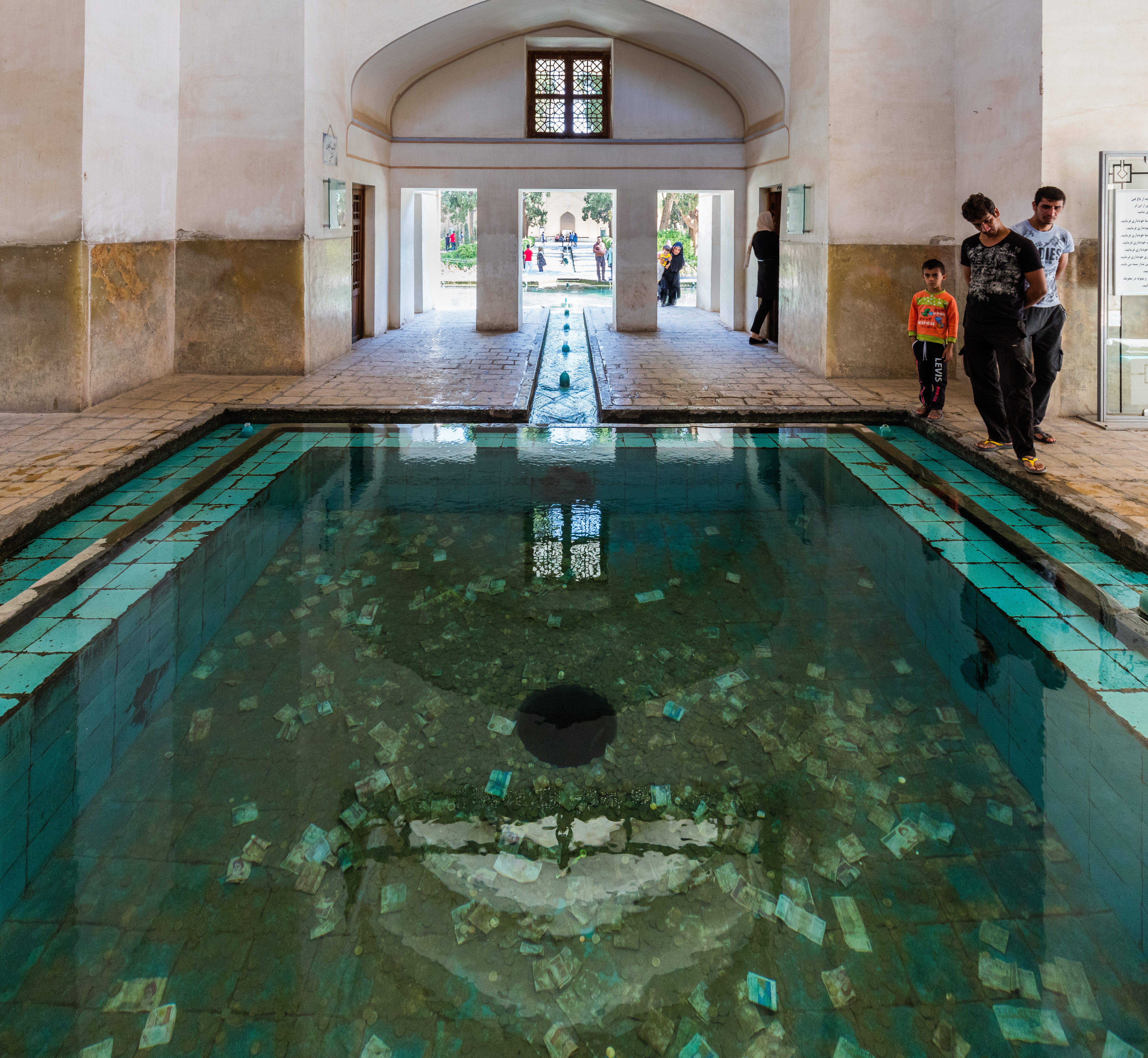
Kushak nằm ở trung tâm của khu vườn
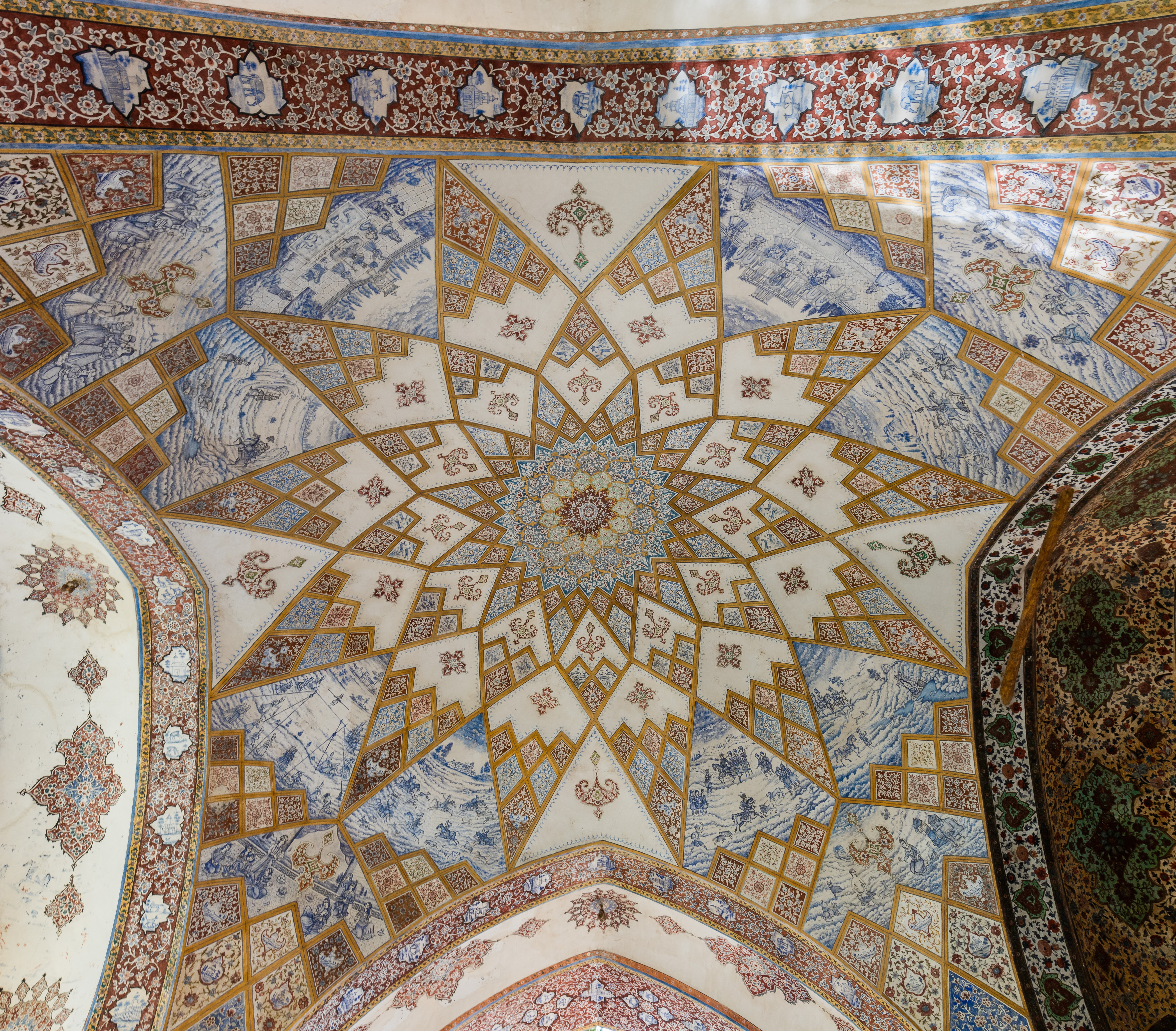
Chi tiết trần nhà của Kushak.